# Allocosa quadrativulva
Allocosa quadrativulva är en spindelart som först beskrevs av Lodovico di Caporiacco 1955.  Allocosa quadrativulva ingår i släktet Allocosa och familjen vargspindlar.
Artens utbredningsområde är Venezuela. Inga underarter finns listade i Catalogue of Life.